# Tandenfee

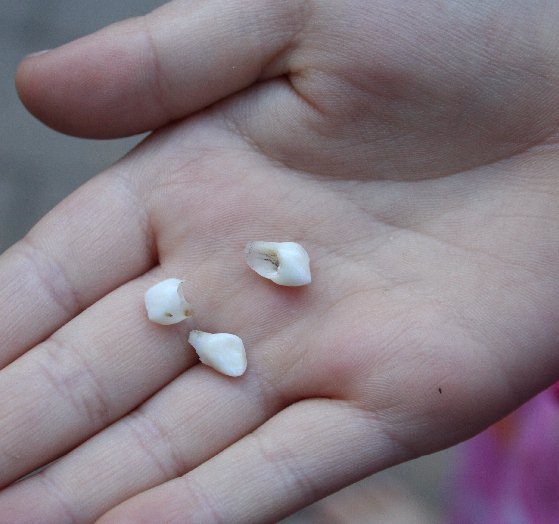
Drie melktanden

De tandenfee is een figuur uit Europese en Amerikaanse folklore. Wanneer kinderen een tand verliezen en hem onder hun kussen of bij de poot van het bed leggen, komt ’s nachts de tandenfee om de tand om te ruilen voor een muntje of cadeautje. Het verhaal wordt verteld aan kinderen die in de fase zijn dat hun melkgebit wisselt. De tanden worden in werkelijkheid door de ouders als aandenken bewaard.
In plaats van een fee komen ook andere figuren wereldwijd voor in de folklore. Zo spreekt men in Italië en Frankrijk vaak van een muis die tanden zou verzamelen (respectievelijk topin en La Petite Souris genaamd). Die muis is ook in België en delen van Nederland bekend. In Zeeland wordt kinderen van 'de vleermuis' verteld (Flêremuus, flêremuus, briengt vannacht 'n tand tuus).
De melktanden worden ongeveer tussen het vijfde en twaalfde levensjaar gewisseld. Halverwege deze periode komen de meeste kinderen wel tot het inzicht wat de ware gang van zaken is.
De exacte oorsprong van het verhaal over de tandenfee is niet bekend, maar is mogelijk terug te voeren naar enkele rituelen die in vroegere tijden werden uitgevoerd rondom het wisselen van melktanden. Zo werden in Europa melktanden begraven. Enkele van de oudste verhalen over de tandenfee zoals men die nu kent dateren uit het Amerika van rond 1900. Het verhaal kreeg echter alom bekendheid toen de media zich ermee gingen bezighouden. In 1927 verscheen een toneelstuk voor kinderen gebaseerd op de tandenfee, geschreven door Esther Watkins Arnold. Nadien is het verhaal van de tandenfee in veel media gebruikt, met name kinderseries en –films. Zo maakt de tandenfee onder andere haar opwachting in de animatieserie The Fairly OddParents. Er zijn ook films en series voor een ouder publiek waarin de tandenfee of een op haar gebaseerd personage voorkomt, maar dan vaak in een grimmigere rol, zoals in de film Hellboy II: The Golden Army.